# سنيسكولا
سنيسكولا، (بالإنجليزية: Siniscola)‏، هي بلدية، في مقاطعة نوورو، في منطقة سردينيا الإيطالية، وتقع على بعد حوالي 160 كيلومترًا (99 ميلًا) شمال شرق كالياري، وحوالي 45 كم (28 ميل) ) شمال شرق نوورو. تقع حدود سينيسكولا على الحدود مع البلديات التالية: إرجولي، لودي، لولا، أونيفاي، أوروسي، بوسادا، توربيه.

## السكان
في سنة 1861 بلغ عدد السكان 2٬664 نسمة، وتطور العدد ليصل في سنة 2011 لـ 11٬469 نسمة.
يظهر هذا المخطط البياني تطور النمو السكاني لـ سنيسكولا